# Jimmy Carter (Boxer)

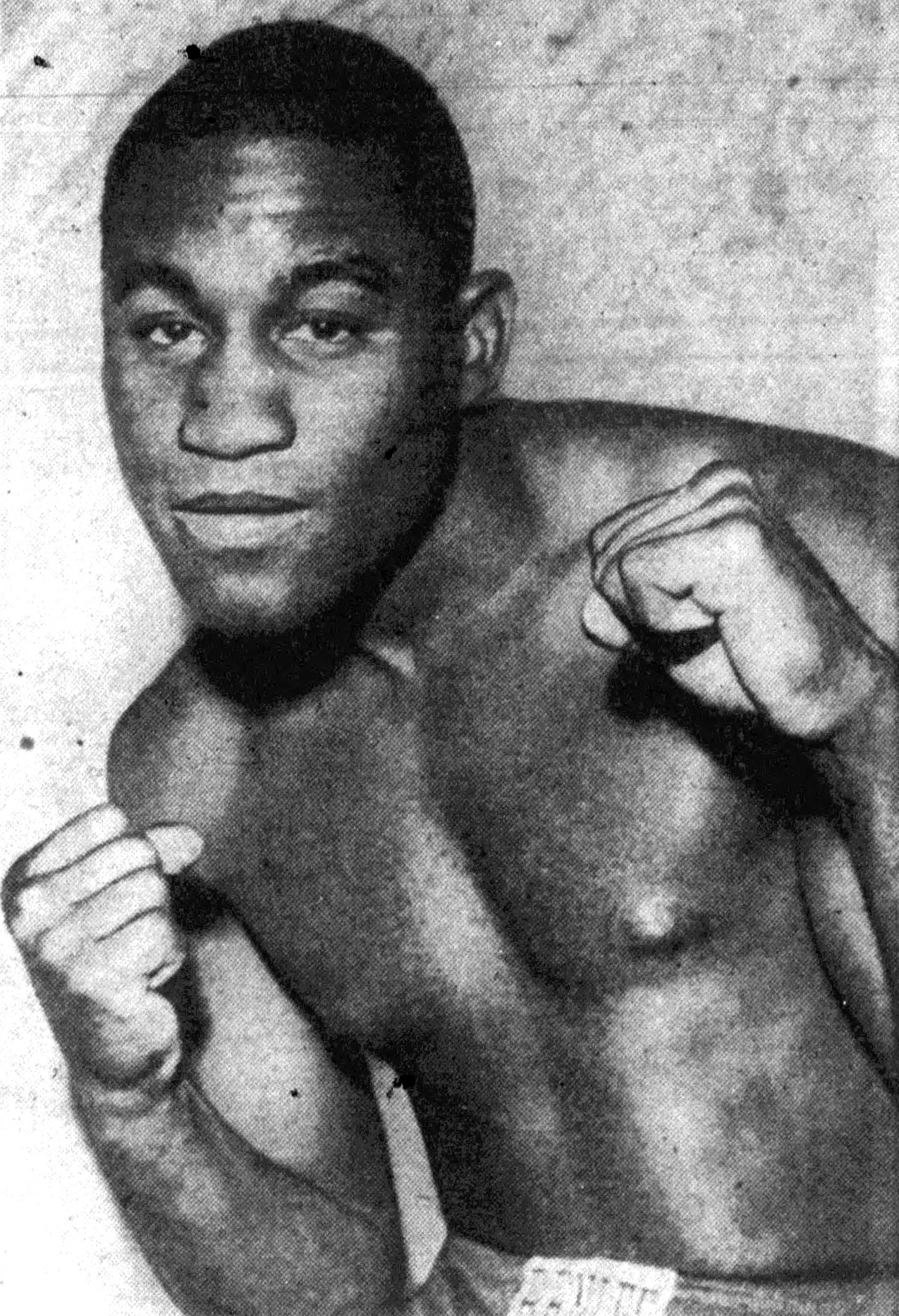
Jimmy Carter (1951)

Jimmy Carter (* 15. Dezember 1923 in Aiken County, South Carolina, USA; † 21. September 1994) war ein US-amerikanischer Boxer im Leichtgewicht.
Am 25. Mai 1951 schlug er Ike Williams durch technischen K. o. in Runde 14 und wurde dadurch universeller Weltmeister. 
Am 15. Oktober des darauffolgenden Jahres eroberte er den inzwischen losgewordenen Weltmeistertitel durch einen einstimmigen Punktsieg über Lauro Salas erneut.
Am 17. November im Jahr 1954 wurde er zum dritten Mal universeller Weltmeister im Leichtgewicht, als er Paddy DeMarco in der 15. Runde durch T.K.o bezwang.
Im Jahre 2000 fand er Aufnahme in die International Boxing Hall of Fame.